# Stora Vika
Stora Vika è un'area urbana della Svezia situata nel comune di Nynäshamn, contea di Stoccolma.
La popolazione risultante dal censimento 2010 era di 651 abitanti .